# Зериг
Зериг (њем. Serrig) општина је у њемачкој савезној држави Рајна-Палатинат. Једно је од 103 општинска средишта округа Трир-Сарбург. Према процјени из 2010. у општини је живјело 1.592 становника. Посједује регионалну шифру (AGS) 7235126.

## Географски и демографски подаци
Зериг се налази у савезној држави Рајна-Палатинат у округу Трир-Сарбург. Општина се налази на надморској висини од 160 метара. Површина општине износи 17,6 km². У самом мјесту је, према процјени из 2010. године, живјело 1.592 становника. Просјечна густина становништва износи 90 становника/km².